# Hilde Holgerová

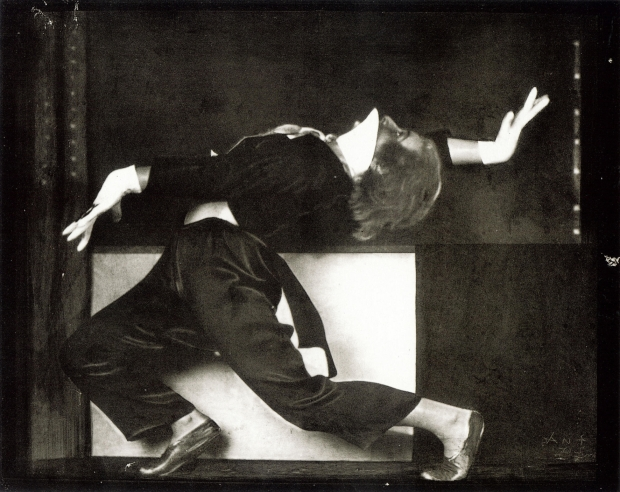
Holgerová roku 1926

Hilde Holgerová, občanským jménem Hilde Boman-Behramová, rodným jménem Hilde Soferová (18. října 1905 Vídeň – 22. září 2001 Londýn) byla rakousko-britská tanečnice a choreografka židovského původu. Byla významnou představitelkou expresionistického tance první poloviny 20. století. V jeho druhé polovině začala experimentovat s tzv. integrálním tancem, který zapojil do umění lidi s mentálními handicapy, a s taneční terapií.

## Život
Narodila se v liberální židovské vídeňské rodině. Její otec Alfred psal poezii a zemřel v roce 1908. Od té doby žila v domě svých prarodičů na vídeňském předměstí Pötzleinsdorf, spolu se svou matkou a sestrou Heidi. Začala tančit v šesti letech. Ve čtrnácti vstoupila na Státní akademii hudby a múzických umění ve Vídni, kde se její učitelkou stala radikální tanečnice Gertrud Bodenwieserová, propagátorka expresionistického tance, který vznikl jako avantgardní vzpoura proti tradičnímu baletu, zvláště ve střední Evropě a USA. Holgerová se brzy stala hlavní tanečnicí ansámblu Bodenwieserové a cestovala s touto společností po celé Evropě. Časem vytvořila i vlastní taneční skupinu (Hilde Holger Tanzgruppe). V osmnácti, tedy roku 1923, měla své první sólové vystoupení v Pavilonu Secese, který se pak stal její hlavní platformou. Její choreografie využívaly klasické autory jako byl Bach, Schubert, Debussy, Handel, ale postupně si hledala cestu i k moderním skladatelům (Bartók, Prokofjev), k nimž patřil i český modernista Karel Boleslav Jirák, na jehož hudbu vytvořila v roce 1929 představení Lebenswende. Vystupovala v té době i ve Francii, Polsku a Československu. V roce 1926 založila Novou školu pohybových umění v Palais Ratibor, přímo v srdci Vídně. Její dětská představení se tančila v parcích a před vídeňskými památkami. Hlásila se k levici a některá její představení to jasně deklarovala. V reakci na nacismus a rostoucí antisemitismus vytvořila i některá díla s židovskou tematikou (Hebräischer Tanz, 1929; Kabbalistischer Tanz, 1933; Ahasuerus, 1936).
Poté, co nacistické Německo obsadilo Rakouskou republiku, Holgerová uprchla z Vídně (její matka i nevlastní otec později zahynuli během holokaustu). Chtěla do Anglie, ale vstup jí byl odepřen. Odešla proto do Indie, kde se zpočátku živila jako masérka, ale brzy se vrátila k tanci. V Indii měla příležitost začlenit do své práce nové zkušenosti, zejména pohyby rukou indického tance. V Bombaji potkala umění milujícího lékaře Ardershira Kavasjiho Boman-Behrama, kterého si v roce 1940 vzala za manžela. V roce 1941 založila v Bombaji novou školu tance, do níž přijala studenty všech kast i náboženství. K jejím žačkám patřila například Rukmini Devi Arundale.
V roce 1948, kvůli rostoucímu napětí mezi indickými muslimy a hinduisty, Holgerová s manželem emigrovali do Británie. Zde obnovila svou Holger Modern Ballet Group, s níž v roce 1952 uvedla mj. představení Slavic Dance s využitím hudby Antonína Dvořáka. Průlomovým se stalo však zejména představení Under the Sea na scéně Sadler's Wells Theatre. Dílo inspirované hudbou Camille Saint-Saënse zde prvně prezentovala v roce 1955. V Londýně znovu založila i vlastní školu, The Hilde Holger School of Contemporary Dance. Škola byla známa tím, že z ní vycházeli lidé kreativní nejen v oblasti tance, k jejím žákům patřili například herečka Jane Asherová, filozof Ivan Illich, klavíristka Marion Steinová nebo mim Lindsay Kemp.
Holgerová měla s manželem dvě děti, dcera Primavera (* 1946) se stala tanečnicí, sochařkou a návrhářkou šperků, druhé dítě, syn jménem Darius, se narodil v roce 1949 s Downovým syndromem. To Holgerovou přimělo k práci s postiženými lidmi. Vytvořila formu taneční terapie pro mentálně postižené děti. Byla prvním choreografem, který míchal profesionální tanečníky s dětmi a dospívajícími s mentálními poruchami. V této souvislosti se začalo hovořit o "integrálním" (či integračním) tanci, v němž jde tanečníkovi o vyjádření prapůvodních infantilních emocí a zážitků, což postižené děti činí samovolně a profesionální tanečník se to od nich vlastně učí. Holgerová vždy zdůrazňovala, že s postiženým studentem je nutno zacházet zcela stejně jako s nepostiženým, což ovšem vedlo někdy i ke kritice, že je na handicapované žáky příliš tvrdá. Výsledky ovšem byly nepopiratelné, průkopnickým se stalo zejména představení Towards the Light v roce 1968 na scéně Sadler's Wells Theatre. Kus využíval hudbu Edvarda Griega. Šlo o jedno z prvních integrálních děl na profesionální scéně.
Jeden z Hildiných studentů, Wolfgang Stange, pokračoval v práci s lidmi s poruchami jako je Downův syndrom a autismus, stejně jako s lidmi s tělesným postižením. Jeho Stange's Amici Dance Theatre Company vytvořila v roce 1996 představení s názvem Hilde, k poctě Holgerové. Bylo uvedeno v divadle Riverside v Londýně a později i v Odeonu ve Vídni v roce 1998. Ona sama se vždy hlásila ke svým vídeňským kořenům a v několika dílech vzdala poctu tvůrčí atmosféře Vídně začátku 20. století.